# Turniej o Brązowy Kask 2023
Turniej o Brązowy Kask 2023 – 47. edycja turnieju, corocznie organizowanego przez PZMot. Rozegrano trzy turnieje eliminacyjne oraz finał, który odbył się 3 maja 2023 roku na Stadionie im. Edwarda Jancarza w Gorzowie Wielkopolskim. W zawodach zwyciężył Wiktor Przyjemski.

## Wyniki
- Gorzów Wielkopolski, 3 maja 2023
- Sędzia: Paweł Palka
- NCD: Oskar Paluch – 59,10 w wyścigu 1

| Msc. | Zawodnik              | Klub         | Pkt  |             |  |
| ---- | --------------------- | ------------ | ---- | ----------- |  |
| 1    | Wiktor Przyjemski     | Bydgoszcz    | 14   | (3,2,3,3,3) |  |
| 2    | Oskar Paluch          | Gorzów Wlkp. | 13   | (3,3,2,3,2) |  |
| 3    | Damian Ratajczak      | Leszno       | 12+3 | (2,3,1,3,3) |  |
| 4    | Antoni Mencel         | Leszno       | 12+2 | (3,3,3,w,3) |  |
| 5    | Jakub Krawczyk        | Ostrów Wlkp. | 11   | (1,2,3,2,3) |  |
| 6    | Szymon Bańdur         | Krosno       | 10   | (2,3,2,2,1) |  |
| 7    | Wiktor Rafalski       | Grudziądz    | 8    | (2,2,1,2,1) |  |
| 8    | Kacper Łobodziński    | Grudziądz    | 8    | (1,2,2,1,2) |  |
| 9    | Franciszek Karczewski | Częstochowa  | 7    | (3,0,0,3,1) |  |
| 10   | Krzysztof Lewandowski | Toruń        | 7    | (0,1,3,1,2) |  |
| 11   | Hubert Jabłoński      | Leszno       | 7    | (2,1,1,1,2) |  |
| 12   | Jakub Poczta          | Ostrów Wlkp. | 4    | (d,0,2,2,d) |  |
| 13   | Paweł Trześniewski    | Rybnik       | 3    | (1,1,0,0,1) |  |
| 14   | Kajetan Kupiec        | Częstochowa  | 2    | (u,1,0,1,w) |  |
| 15   | Oskar Hurysz          | Gorzów Wlkp. | 1    | (0,0,1,0,0) |  |
| 16   | Mateusz Affelt        | Toruń        | 1    | (1,0,0,0,0) |  |

Bieg po biegu
1. [59,10] Paluch, Jabłoński, Trześniewski, Lewandowski
2. [59,59] Karczewski, Rafalski, Krawczyk, Hurysz
3. [59,97] Mencel, Bańdur, Affelt, Kupiec (u)
4. [59,41] Przyjemski, Ratajczak, Łobodziński, Poczta (d)
5. [60,85] Bańdur, Łobodziński, Lewandowski, Karczewski
6. [59,62] Paluch, Przyjemski, Kupiec, Hurysz
7. [59,72] Ratajczak, Krawczyk, Trześniewski, Affelt
8. [60,28] Mencel, Rafalski, Jabłoński, Poczta
9. [61,53] Lewandowski, Poczta, Hurysz, Affelt
10. [60,22] Mencel, Paluch, Ratajczak, Karczewski
11. [61,31] Przyjemski, Bańdur, Rafalski, Trześniewski
12. [61,56] Krawczyk, Łobodziński, Jabłoński, Kupiec
13. [60,88] Przyjemski, Krawczyk, Lewandowski, Mencel (w)
14. [61,11] Paluch, Rafalski, Łobodziński, Affelt
15. [61,19] Karczewski, Poczta, Kupiec, Trześniewski
16. [60,54] Ratajczak, Bańdur, Jabłoński, Hurysz
17. [62,09] Ratajczak, Lewandowski, Rafalski, Kupiec (w)
18. [61,31] Krawczyk, Paluch, Bańdur, Poczta (d)
19. [61,60] Mencel, Łobodziński, Trześniewski, Hurysz
20. [61,89] Przyjemski, Jabłoński, Karczewski, Affelt

Bieg dodatkowy o 3. miejsce
1. [61,85] Ratajczak, Mencel